# Chlorocalliope margarethae
Chlorocalliope margarethae är en fjärilsart som beskrevs av Sergius G. Kiriakoff 1958. Chlorocalliope margarethae ingår i släktet Chlorocalliope och familjen tandspinnare. Inga underarter finns listade i Catalogue of Life.